# روبرت فرانتس
روبرت فرانتس (انگلیسی: Robert Franz; ۲۸ ژوئن ۱۸۱۵ – ۲۴ اکتبر ۱۸۹۲) رهبر (موسیقی)، آهنگ‌ساز، و نوازنده پیانو اهل آلمان بود.